# Алън Кар
Алън Кар (на английски: Allen Carr) е американски счетоводител, гуру-лечител и писател на бестселъри в жанра книги за самопомощ за отказване от тютюнопушене и алкохолна зависимост.

## Биография и творчество
Алън Кар е роден на 2 септември 1934 г. в Лондон, Англия. Второ от четирите деца в семейството. Има тежко детство. На 15 години започва да работи като помощник в счетоводна фирма.
Започва да пуши цигари на 16 години. През 1958 г. завършва счетоводство и работи като счетоводител. Пуши много като достига до по около 100 цигари на ден.
След тежка криза се отказва от тютюнопушенето на 15 юли 1983 г., на 48-годишна възраст, след посещение на хипнотерапевт. Мотивира се само от разговора с лекаря и от медицински наръчник, даден му от сина му Джон. Разбира пристрастеността си и започва собствено лечение.
През 1983 г. напуска работата си и създава собствена клиника „Easyway“ за отказване от пушенето. В клиниката му са се лекували много известни личности, включително Ричард Брансън, Антъни Хопкинс, Ащън Къчър, Елън Дедженеръс, Пинк, Ритик Рошан, и др. Развива клиники в 35 страни по света и издава наръчници на DVD. Бизнесът му е много успешен и той става мултимилионер.
Първата му книга „Не пуша вече!“ е публикувана през 1985 г. Тя става бестселър и го прави известен. Издадена е в над 15 милиона екземпляра в 38 страни по света.
Автор е общо на 10 книги, включително за методи за отказване от алкохолна зависимост и за диети.
Алън Кар умира от рак на белия дроб на 29 ноември 2006 г. в Беналмадена, Испания.

## Произведения
- The Easy Way to Stop Smoking (1985)
Не пуша вече !: Най-лесният начин да откажем цигарите, изд.: ИК „Кибеа“, София (1998), прев. Красимира Христовска
- Only Way To Stop Smoking Permanently (1995)
- Allen Carr's Easyweigh to Lose Weight (1997)
Лесният начин за отслабване: как да си хапвате с удоволствие, без да напълнявате, изд.: ИК „Кибеа“, София (2010), прев. Ирина Манушева
- Allen Carr's Easy Way to Control Alcohol (2001)
Лесният начин да контролираш алкохола, изд.: ИК „Кибеа“, София (2014), прев. Румяна Костадинова
- Allen Carr's Easy Way for Women to Stop Smoking (2002)
- The Easy Way to Stop Drinking (2005)
- No More Ashtrays: The Pocket Guide to Quitting Smoking (2011)
Ура! Аз съм непушач!: джобният наръчник за отказване на цигарите, изд.: ИК „Кибеа“, София (2013), прев. Яна Божинова